# Jurij Zajcew
Jurij Konstantinowicz Zajcew, ros. Юрий Константинович Зайцев (ur. 17 stycznia 1951 w Pobiedinie, zm. 30 września 2022 w Dnieprze) – kazachski sztangista reprezentujący Związek Socjalistycznych Republik Radzieckich, złoty medalista olimpijski (1976), dwukrotny mistrz świata (1976, 1978) oraz dwukrotny mistrz Europy (1978–1979) w podnoszeniu ciężarów, w wadze ciężkiej.

## Osiągnięcia

### Letnie igrzyska olimpijskie
- Montreal 1976 –  złoty medal (waga ciężka)

### Mistrzostwa świata
- Manila 1974 –  brązowy medal (waga ciężka)
- Montreal 1976 –  złoty medal (waga ciężka) – mistrzostwa rozegrano w ramach zawodów olimpijskich
- Stuttgart 1977 –  srebrny medal (waga ciężka)
- Gettysburg 1978 –  złoty medal (waga ciężka)

### Mistrzostwa Europy
- Berlin 1976 –  srebrny medal (waga ciężka)
- Stuttgart 1977 –  srebrny medal (waga ciężka)
- Hawierzów 1978 –  złoty medal (waga ciężka)
- Warna 1979 –  złoty medal (waga ciężka)

### Mistrzostwa Związku Radzieckiego
- 1975 –  srebrny medal (waga ciężka)
- 1976 –  złoty medal (waga ciężka)
- 1978 –  srebrny medal (waga ciężka)
- 1979 –  brązowy medal (waga ciężka)

### Letnia Spartakiada Narodów ZSRR
- 1975 –  srebrny medal (waga ciężka)
- 1979 –  brązowy medal (waga ciężka)

### Puchar Związku Radzieckiego
- 1974 –  złoty medal (waga ciężka)
- 1976 –  złoty medal (waga ciężka)
- 1977 –  złoty medal (waga ciężka)
- 1979 –  złoty medal (waga ciężka)

### Rekordy świata
- Moskwa 22.09.1975 – 235 kg w podrzucie (waga ciężka)
- Podolsk 09.03.1980 – 238 kg w podrzucie (waga ciężka)